# Aglossosia flavimarginata
Aglossosia flavimarginata là một loài bướm đêm thuộc phân họ Arctiinae, họ Erebidae.